# Santa Isabel (Puerto Rico)
Santa Isabel ist eine der 78 Gemeinden von Puerto Rico. Sie liegt an der Südküste von Puerto Rico. Sie hatte 2019 eine Einwohnerzahl von 21.209 Personen.

## Geschichte
Santa Isabel wurde am 5. Oktober 1842 von Antonio Vélez gegründet.

## Gliederung
Die Gemeinde ist in 8 Barrios aufgeteilt:
1. Boca Velázquez
2. Descalabrado
3. Felicia 1
4. Felicia 2
5. Jauca 1
6. Jauca 2
7. Playa
8. Santa Isabel barrio-pueblo

## Persönlichkeiten
- Carlos Colón (* 1948), Wrestler und Wrestlingveranstalter